# Dư Khánh
Dư Khánh (chữ Hán giản thể: 余庆县, bính âm: Yúqìng Xiàn, âm Hán Việt: Dư Khánh huyện) là một huyện thuộc địa cấp thị Tuân Nghĩa, tỉnh Quý Châu, Cộng hòa Nhân dân Trung Hoa. Huyện này có diện tích 1630 ki-lô-mét vuông, dân số năm 2002 là 280.000 người. Mã số bưu chính của huyện là 564400. Chính quyền huyện đóng ở trấn Bạch Nê. Về mặt hành chính, huyện Dư Khánh được chia thành 9 trấn và 1 hương dân tộc.
- Trấn: Bạch Nê, Tùng Yên, Cấu Bì Than, Long Khê, Ngao Khê, Tiểu Tai, Lương Phong, Long Gia và Quan Hưng.
- Hương dân tộc Miêu Hoa Sơn.